# Dianthus goerkii
Dianthus goerkii là loài thực vật có hoa thuộc họ Cẩm chướng. Loài này được Hartvig & Strid mô tả khoa học đầu tiên năm 1987.